# Danger Man (rapero)
Alonso David Blackwood (Ancón, provincia de Panamá; 8 de diciembre de 1972 - Don Bosco, 21 de febrero de 2008), más conocido como Danger Man, fue un cantante panameño de rap latino y reggae en español, fundador del  Clan Scaredem Crew. Ha sido considerado uno de los raperos más influyentes y admirados de Panamá. Sus letras son explícitamente orientadas al "ghetto" y en su mayoría de carácter, y por su contenido lo llevaron a rivalizar con varios artistas dentro de la escena; por ello fue llamado el Rey del Ghetto. A diferencia de muchos cantantes de reggae, fue cristiano en vez de rastafari.

## Biografía

### Inicios
Alonso Blackwood nació el 8 de diciembre en Pedro Miguel, Provincia de Panamá. A los 17 años de edad, él y su familia se mudan a Carrasquilla, Provincia de Panamá.
Se interesó en el género del reggae en español en la década de los 80, cuando junto a sus compañeros de internado improvisaban algunos ritmos. Comenzó formalmente su carrera en la década de los 90, cuando ingreso al Clan Killamanjaro, donde alcanzó popularidad, apareciendo en las producciones Spanish Reggae Hits, 18 kilates, Spanish Oil y Cuentos de la Cripta.

### La Plancha Dorada
A finales de 1999 el Clan Killamanjaro grababa sus temas bajo la producción de El Chombo y el apoyo de la emisora local Super Q. Mientras Super Q promocionaba Spanish Oil 5, Danger Man grabó un tema en la producción Reggae Overload Vol. 5 llamado "Sorpresa", la competencia de El Chombo, a este evento se le conoció como la "Plancha Dorada". Durante este mismo período, llegó a parodiar canciones de René Renegado.

### Scare Dem Crew
Al dejar el Clan Killamanjaro por problemas internos con sus compañeros por la disputa que mantenía con El Chombo; funda su propio clan: El Scare Dem Crew volviendo a su estilo ghetto. Sus miembros iniciales extraoficiales fueron: Danger Man, Chicano, Japanese, Comandante, Mr. Saik y Santiago Roldan. Danger Man solía hacer dúo con Japanese en gran parte de sus canciones y algunos miembros más de su clan.

## Rivalidades

### Jr. Ranks
Tuvo una rivalidad con Jr. Ranks, líder de la 2.ª generación de Killamanjaro, ya que en sus temas dejaba ver referencias entre un clan y el otro. y a medida que pasaba el tiempo se hacían más explícitas y personales. Fue cuando en la producción Xpedientes 2, Jr. Ranks se refirió directamente a Danger y dijo que él le había quitado su novia, que este declaró su rivalidad directa con él. La rivalidad duró varios años sin llegar nunca a un enfrentamiento. Los mismos productores de los raperos prefirieron no grabar más canciones referentes a su rivalidad porque los rumores de tomar acciones violentas reales eran cada vez más fuertes, al punto de que se rumoreaba la perpetración de un asesinato por parte de alguno de los dos hacia el otro. Luego de meses de haber dejado atrás la rivalidad, Danger Man confesó que nunca debió grabar la canción El taxista, en la que hacía alusión a la controversia y atacaba a Jr. Ranks.

### Mr. Fox
Tuvo problemas con Mr. Fox porque en una de sus canciones se refería a "los cantantes que dicen que hacen más de lo que hacen". Danger Man lo tomó como un ataque directo y respondió de inmediato dedicándole algunas canciones, aunque posteriormente decide parar los ataques. Sin embargo, Japanese continuó el enfrentamiento con Mr. Fox y el Just Do It Clan. El 10 de enero de 2006, Danger Man fue agredido en una discoteca, supuestamente por Mr. Fox y los integrantes del Just Do It Clan. Debido a esto, necesitó 220 puntadas entre la cara y los brazos, y varias cirugías plásticas que le hicieron perder importantes contratos en el exterior. Después del altercado, Danger Man respondió con el tema Masacre.
Este enfrentamiento terminó cuando Mr. Fox estuvo en la cárcel y su madre públicamente le pidió perdón a Danger Man.

### Kafu Banton
A mediados de 2004 pelea con Kafu Banton por una canción donde decía que "se le volteó la torta". Danger Man respondió a esta canción con "Bienvenido a Bagdad"en la que también habla de Mr. Fox, ambos originarios del complejo residencial Los Lagos ubicado en La Feria, una barriada en la Ciudad de Colón que es llamada popularmente Bagdad.

## Asesinato
Eran pasadas las 11:30 p. m. del 21 de febrero de 2008 cuando Blackwood iba en camino a casa de su primo Oscar De Lucas Herrero Jamporrogueno, en la localidad de La Riviera, Don Bosco, calle 7C. Había ido para terminar el diseño de su nueva página web, que sería lanzada el día siguiente. Al bajar de su coche, caminó hasta la casa de su primo, pero no logró ingresar a la misma ya que en la acera pasó un extraño que lo interceptó y le asestó cinco disparos los cuales impactaron en su cabeza, pecho, cuello y abdomen; tras esto, el homicida huyó y desapareció; eran las 11:46 p. m. al momento de ocurrir esto.
Su página no fue lanzada debido a que en la foto de portada de ésta aparecía Danger Man apuntándose con una pistola, la cual afectaría a su familia. Dicho sea de paso, la portada del álbum que se lanzó a mediados del 2007 mostraba a Danger Man posando frente a una lápida que decía: "Q.E.P.D. Danger Man"; posteriormente esa portada se cambió para su relanzamiento en plataformas digitales en 2018.
Hasta la fecha es un misterio quién lo mató y por qué; la mayoría de las fuentes señalan que el artista <<quedó mal>> en un negocio y ello le condujo a su deceso, mientras que otras creen que el crimen organizado de Colombia tuvo que ver en el homicidio. Su entierro y ceremonia fue en la Iglesia Adventista de Carrasquilla, Panamá.

## Discografía
Álbumes de estudio
- 1999: Gangsters
- 2001: Bad Boy
- 2003: Representando Al Ghetto
- 2004: Fenomeno

- 2004: Veterano De Mil Batallas
- 2005: First Class
- 2007: Producto Del Ghetto
- 2007:”masacre”